# Gare de Magny - Blandainville
La gare de Magny - Blandainville est une gare ferroviaire française de la ligne de Chartres à Bordeaux-Saint-Jean, située sur la commune de Magny, près de Blandainville, dans le département d'Eure-et-Loir, en région Centre-Val de Loire.
C'est aujourd'hui une halte ferroviaire de la Société nationale des chemins de fer français (SNCF) desservie par des trains du réseau TER Centre-Val de Loire qui effectuent des missions entre Chartres et Brou ou Courtalain - Saint-Pellerin.

## Situation ferroviaire
Établie à 171 m d'altitude, la gare de Magny - Blandainville est située au point kilométrique (PK) 107,782 de la ligne de Chartres à Bordeaux-Saint-Jean, entre les gares ouvertes de La Taye et Illiers-Combray.

## Histoire
En 2023 et durant les quatre années précédentes, la fréquentation annuelle de la gare s'élève, selon les estimations de la SNCF, aux nombres indiqués dans le tableau ci-dessous.
| Année           | 2023   | 2022   | 2021  | 2020  | 2019  | 2018  | 2017  | 2016  | 2015  |
| --------------- | ------ | ------ | ----- | ----- | ----- | ----- | ----- | ----- | ----- |
| Voyageurs seuls | 11 900 | 14 061 | 8 348 | 3 076 | 4 625 | 4 639 | 2 665 | 2 565 | 1 987 |

## Service des voyageurs

### Accueil
Halte SNCF, c'est un point d'arrêt non géré (PANG) à entrée libre.

### Desserte
Magny - Blandainville est desservie par des trains TER Centre-Val de Loire qui effectuent des missions entre Chartres et Brou ou Courtallain - Saint-Pellerin.

### Intermodalité
Un parc pour les vélos et un parking pour les véhicules sont aménagés.